# アルベルト・ドッセーナ
アルベルト・ドッセーナ（Alberto Dossena, 1998年10月13日 - ）は、イタリア・ブレシア出身のサッカー選手。コモ1907所属。ポジションはディフェンダー。

## 経歴
1998年10月13日、イタリアのロンバルディア州ブレシアに生まれた。ACルメッツァーネとアタランタBCの下部組織で育ち、2017年1月に期限付き移籍で加入したセリエBのACペルージャ・カルチョでトップチームにデビューした。その後もそれぞれセリエCに所属するローブル・シエーナ、USピストイエーゼ1921、USアレッサンドリア・カルチョ1912に期限付き移籍をした。
2020年9月15日、セリエCのUSアヴェッリーノ1912に3年契約で加入した。
2022年8月12日、セリエBに降格したカリアリ・カルチョに2026年6月までの4年契約で加入した。シーズン前半戦は出場機会が限られていたものの、冬にクラウディオ・ラニエーリが監督に就任して以降はレギュラーを務め、クラブの1年でのセリエA復帰に貢献した。翌2023-24シーズンも開幕節のトリノFC戦で先発出場しセリエAにデビューして以降先発の座を守り続け、第11節のユヴェントスFC戦ではセリエAでの初得点を決めた。最終的にリーグ戦35試合に出場し、主力としてクラブのセリエA残留に尽力した。
2024年6月29日、セリエAに昇格したコモ1907に4年契約で加入した。